# Opius isolatae
Opius isolatae är en stekelart som beskrevs av Fischer 1964. Opius isolatae ingår i släktet Opius och familjen bracksteklar. Inga underarter finns listade i Catalogue of Life.